# Estación Urubamba
La estación Urubamba es una estación de trenes ubicada en la ciudad de Urubamba, en el distrito homónimo de la provincia homónima del departamento del Cusco, Perú. Administrada por la empresa PeruRail, funciona como la cabecera del ramal Sur Oriente del Ferrocarril del Sur Urubamba- Aguas Calientes. Es una de las rutas para llegar a las ruinas de Machu Picchu. Este tramo es cubierto por la empresa PeruRail.

## Servicios
En el 2010, la empresa PeruRail inauguró dentro de las instalaciones del hotel Tambo del Inka de la cadena Marriot la estación con la finalidad de trasladar a las ruinas de Machu Picchu a los turistas que se alojaban en la ciudad de Urubamba. Ello debido a la gran oferta oferta hotelera que existe en esa localidad ubicada en el corazón del Valle Sagrado de los Incas. De esta estación parten dos servicios al día rumbo a la estación Aguas Calientes